# شيلدون ألمان
شيلدون ألمان (بالإنجليزية: Sheldon Allman) هو مغن مؤلف وكاتب سيناريو وملحن وممثل أمريكي، ولد في 8 يونيو 1924 في شيكاغو في الولايات المتحدة، وتوفي في 22 يناير 2002 في كولفر سيتي في الولايات المتحدة.

## أعمال

### أفلام
- (1963) هاد
- (1965) أبناء كيتي إلدر

## وصلات خارجية
- شيلدون ألمان على موقع IMDb (الإنجليزية)
- شيلدون ألمان على موقع ميوزك برينز (الإنجليزية)
- شيلدون ألمان على موقع أول موفي (الإنجليزية)
- شيلدون ألمان على موقع قاعدة بيانات الفيلم (الإنجليزية)